# Tunnel 57

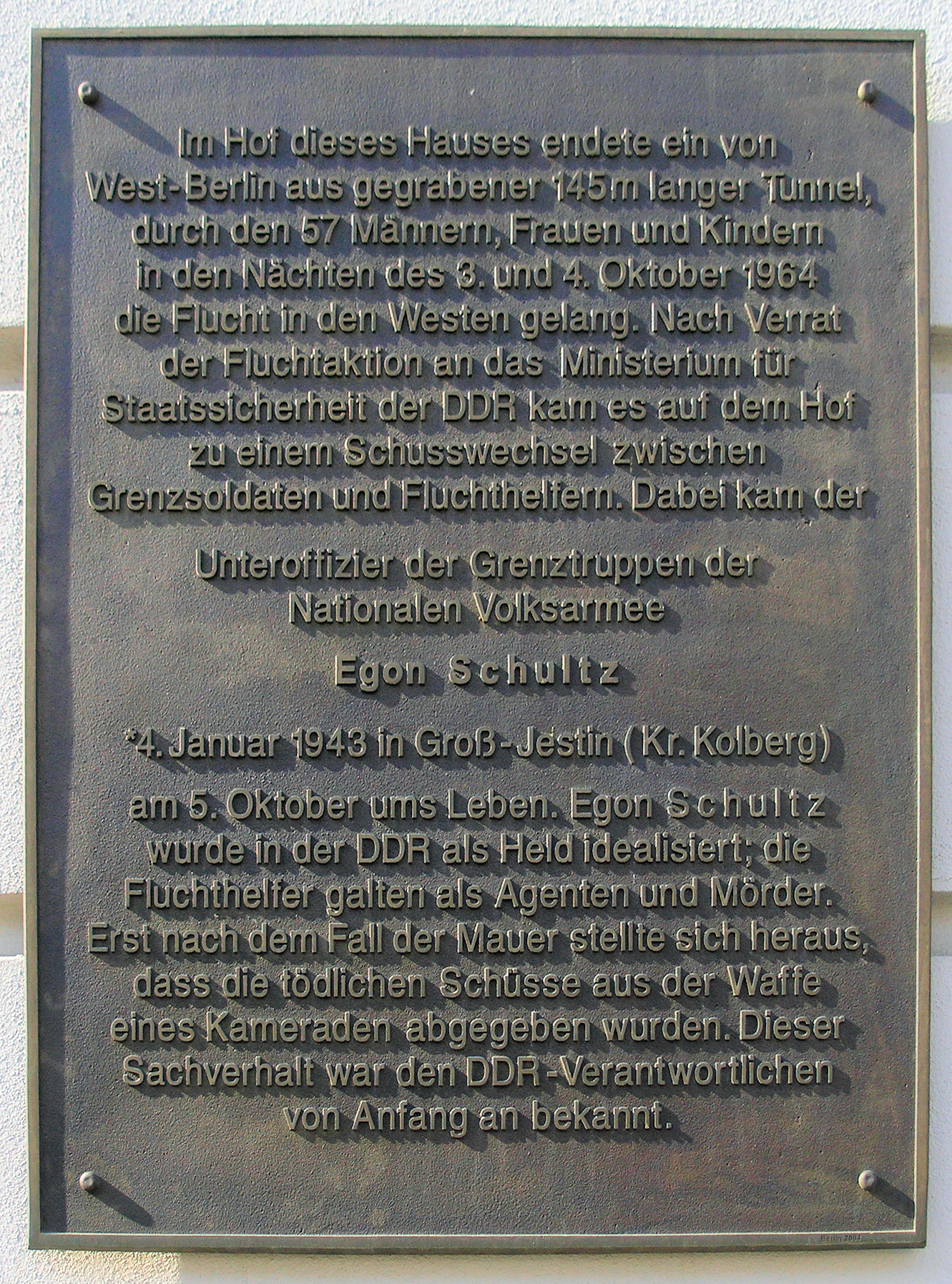
Gedenktafel am Haus Strelitzer Straße 55 in Berlin-Mitte

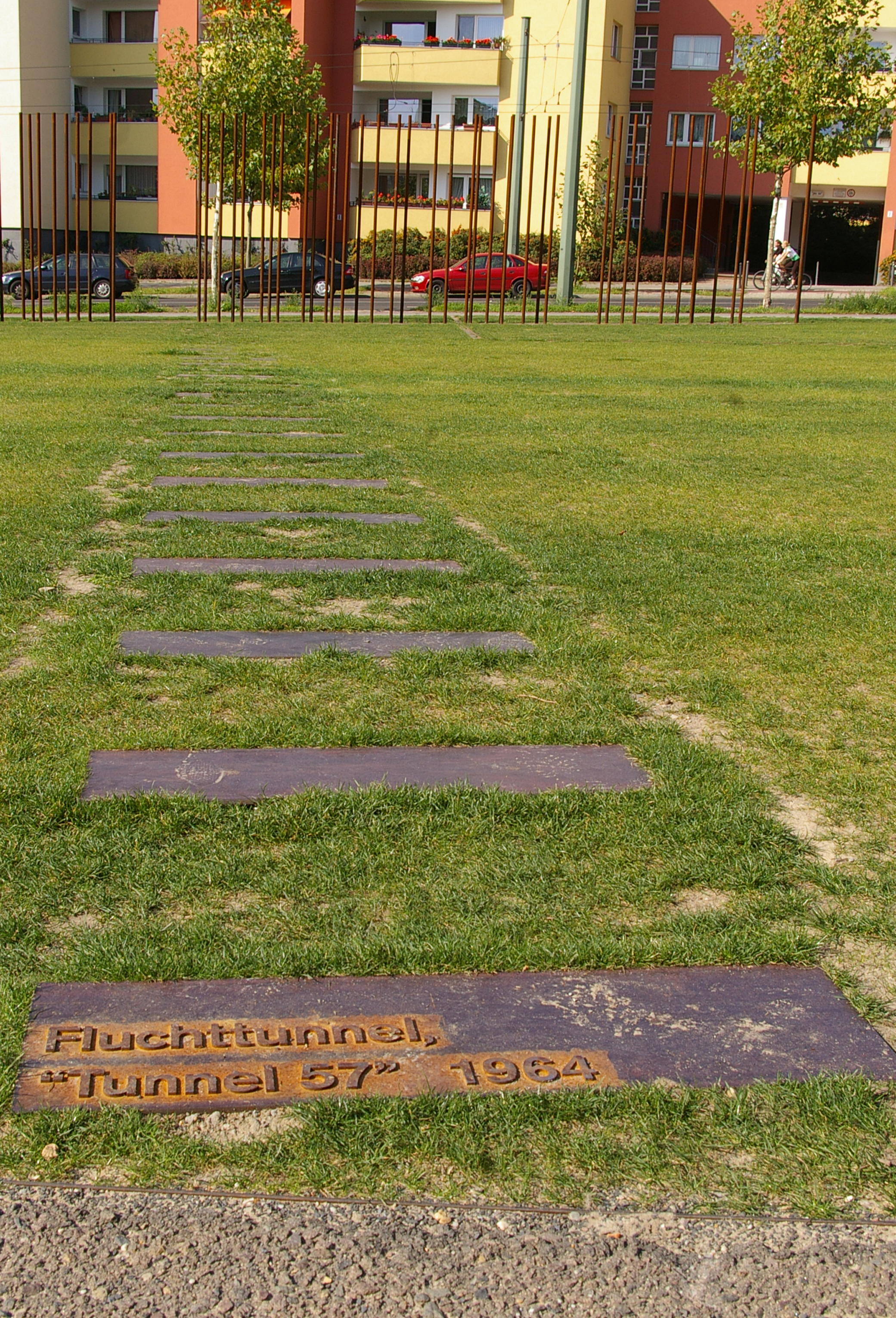
Lagemarkierung in der Gedenkstätte Berliner Mauer, im Hintergrund die Bernauer Straße

Tunnel 57 war ein Fluchttunnel in Berlin, der vom Keller einer leerstehenden Bäckerei auf der West-Berliner Seite der Bernauer Straße 97 unter der Berliner Mauer – die damals noch aus den fenstervermauerten Fassaden der ehemals bewohnten Häuser der Ostseite der Bernauer Straße bestand – hindurch zu einem Toilettenhaus im Hof der Strelitzer Straße 55 in Ost-Berlin führte. Mit einer Länge von 145 Metern und einer Tiefe von 12 Metern war er der längste, tiefste und teuerste Fluchttunnel, der in Berlin gebaut wurde. Von April bis Oktober 1964 gruben 35 Menschen, darunter der Fluchthelfer Wolfgang Fuchs sowie der spätere Astronaut Reinhard Furrer, von West-Berlin aus an dem Tunnel, durch den am 3. und 4. Oktober 1964 insgesamt 57 Personen – die Anzahl der Flüchtlinge war namensgebend – aus der DDR fliehen konnten.

## Geschichte
Entgegen der Planung endete der Tunnel nicht im Keller des Hauses in der Strelitzer Straße, sondern in einem nicht mehr genutzten Toilettenhaus im Hof. Die 57 Flüchtlinge wurden von Kurieren kontaktiert und verdeckt zum Tunneleingang geführt. Am Hofeingang nahm Reinhard Furrer die Flüchtlinge in Empfang. Unter den 120 eingeplanten Flüchtlingen befand sich auch ein Inoffizieller Mitarbeiter des Ministeriums für Staatssicherheit. Zwei zivilgekleidete Stasi-Mitarbeiter fanden den Tunnel gegen Mitternacht am 4. Oktober und gaben sich gegenüber Furrer als Flüchtlinge aus, die noch einen Freund hinzuholen wollten. Stattdessen holten sie Soldaten der Grenztruppen. Beim Rückzug der Fluchthelfer schoss Christian Zobel im Angesicht der bewaffneten Soldaten mehrmals in deren Richtung und traf dabei einen von ihnen, Egon Schultz, an der Schulter. Dieser ging zu Boden und wurde beim Versuch, aufzustehen, von einer Salve aus einem AK-47 der Grenztruppen der DDR versehentlich erschossen.
Die DDR-Presse berichtete jedoch am nächsten Tag, dass „West-Berliner Terroristen“ einen Grenzsoldaten ermordet hätten. Jahrzehntelang kolportierte die SED diese Propaganda und verklärte Schultz zum Märtyrer und Opfer skrupelloser „Grenzverletzer“. Erst nach der Deutschen Wiedervereinigung konnte der genaue Ablauf mit Hilfe von Stasi-Akten rekonstruiert werden, während Zobel bis zu seinem Tod in den 1980er Jahren gedacht hatte, er habe Schultz erschossen.
Auch in der westlichen Presse fand der Tunnel Aufmerksamkeit. Im Stern wurde über den Tunnel berichtet, man distanzierte sich aber von den Geschehnissen, obwohl man den Tunnelbau mitfinanziert hatte. Die beteiligten Fluchthelfer gingen nach dem Vorfall unterschiedliche Wege. So führte Reinhard Furrer, der den beim Tunnelbau benutzten Erdtransportwagen beigesteuert hatte, sein Physikstudium fort und wurde Wissenschaftsastronaut. Während sich die meisten aus der Fluchthilfe zurückzogen, arbeiteten Wolfgang Fuchs und Hasso Herschel weiter in der Fluchthilfe.
Finanziert wurde der Tunnel teilweise durch den Verkauf der Film- und Bildrechte an die nationale und internationale Presse und an Nachrichtenagenturen. Der größte Einzelbetrag von etwa 30.000 DM kam vom Bundesministerium für gesamtdeutsche Fragen.

## Rezeption
Die 2001 erstellte Dokumentation Heldentod – Der Tunnel und die Lüge von Britta Wauer beleuchtet die Fluchtaktion des Tunnel 57 aus dem Oktober 1964 und den tödlichen Schusswechsel. Der Dokumentarfilm, der mit dem Deutschen Fernsehpreis ausgezeichnet wurde, lief erstmals am 8. August 2001 auf Arte.
2011 erschien im Berlin Story Verlag die Publikation Fluchthelfer. Die Gruppe um Wolfgang Fuchs. Die Autoren Klaus-M. von Keussler und Peter Schulenburg waren selbst als Fluchthelfer in der Gruppe aktiv gewesen. Auf Grundlage umfangreicher Archivrecherchen, Zeitzeugenbefragungen sowie eigener Erinnerungen und Aufzeichnungen vermitteln sie die unterschiedlichen Fluchthilfeaktivitäten dieser Gruppe, zu denen auch die erfolgreiche Fluchtaktion durch den Tunnel 57 gehörte.
2012 wurde im U-Bahnhof Bernauer Straße unweit des Ereignisortes die Ausstellung Geschichte im Untergrund. Comic-Ausstellung zum Tunnel 57 von Thomas Henseler und Susanne Buddenberg gezeigt. Das Buch zu dieser Ausstellung mit der originalen Comicgeschichte und vertiefenden Informationen zur Entstehung des Comics, Interviews mit Zeitzeugen und didaktischem Material für den Schulunterricht erschien 2013 beim Ch. Links Verlag in der Publikationsreihe der „Stiftung Berliner Mauer“. Im gleichen Jahr wurde die englische Ausgabe veröffentlicht.
2014 erschien der Comic Fluchttunnel nach West-Berlin (Originaltitel Tunnel 57) der französischen Zeichner Nicolas Brachet und Olivier Jouvray.
2023 wurde der Tunnel in "Flucht & Spionage an der Berliner Mauer", einer Rätseltour für Schulklassen aufgenommen, die an der Gedenkstätte Berliner Mauer stattfindet.